# L'oracolo di Mallory
Oracolo di Mallory  (titolo originale: Mallory's Oracle) è un thriller della scrittrice statunitense Carol O'Connell pubblicato nel 1994. Il libro in Italia è stato edito anche con il titolo Mallory non sapeva piangere.
È stato tradotto anche in danese, ebraico, polacco, norvegese,  svedese, indonesiano, olandese e altre lingue.

## Trama
Un palazzo abbandonato dell'East Village dove Dio non getterebbe neanche un'occhiata. Di certo non un bel posto per morire. Eppure è lì che viene trovato il cadavere dell'anziana donna, la terza vittima di quello che i giornali hanno già battezzato "l'assassino delle signore dai capelli grigi". L'agente Kathy Mallory è sulla scena del delitto, gli occhi fissi su qualcosa che non vorrebbe vedere. Perché accanto al corpo martoriato giace quello di Louis Markowitz, il capo della Squadra Crimini Speciali e soprattutto l'uomo che, quando lei aveva solo dieci anni, l'ha accolta in casa come una figlia. Sebbene i suoi superiori la vogliano lontano dal caso, Kathy inizia le sue indagini. Questa volta la caccia ha tutto il sapore della vendetta. [quarta di copertina]

## Edizioni in italiano
- Carol O'Connell, L'oracolo di Mallory, traduzione di Luigi Schenoni, Milano: Sperling & Kupfer, 1995
- Carol O'Connell, L'oracolo di Mallory, Milano: Sperling Paperback, 1997
- Carol O'Connell, Mallory non sapeva piangere, traduzione di Luigi Schenoni, Casale Monferrato: Piemme, 2007